# Waschhaus (Tournan-en-Brie)

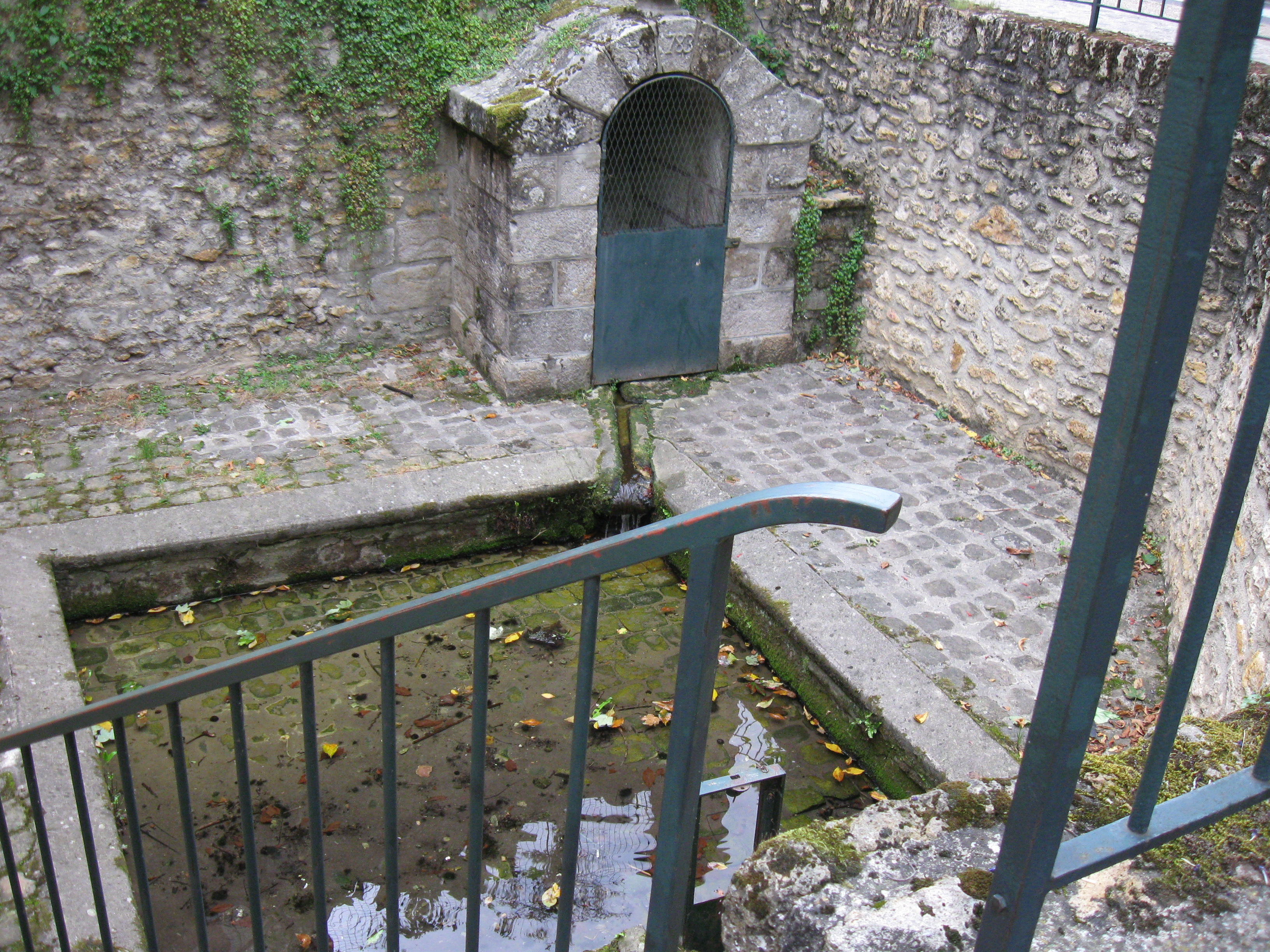
Waschhaus in Ozouer-le-Voulgis

Das Waschhaus (französisch lavoir) in Tournan-en-Brie, einer französischen Gemeinde im Département Seine-et-Marne in der Region Île-de-France, wurde 1783 errichtet. 
Das öffentliche Waschhaus aus Bruchsteinmauerwerk in der Rue Marcel-Micheau steht im ehemaligen Wehrgraben der Ortsbefestigung. Es wurde auf Veranlassung von Louis Jean Marie de Bourbon, Herzog von Penthièvre, erbaut. 
Von der Straße führt eine sechsstufige Steintreppe zum Waschhaus. Hinter dem steinernen Rundbogen verbirgt sich der Brunnen, der das Wasserbecken speist.